# Snovna konstanta
Snóvna konstánta je fizikalna količina, ki podaja značilnost dane snovi v danih okoliščinah. Zgledi snovnih konstant so: gostota, prožnostni modul, stisljivost, absorpcijski koeficient, temperaturni koeficient, toplotna prevodnost, difuzijska konstanta, električna prevodnost, magnetna permeabilnost, dielektričnost, električna susceptibilnost ipd.